# Padres de San Diego
 Saison 2025 des Padres de San Diego
Les Padres de San Diego (San Diego Padres en anglais) sont une franchise de baseball de la Ligue majeure de baseball située à San Diego, Californie. Ils évoluent dans la division Ouest de la Ligue Nationale et n'ont jamais remporté les  Séries mondiales malgré deux participations à la grande finale en 1984 et 1998.

## Palmarès
- Champions de Série mondiale (World Series)
- Champions de la Ligue Nationale (2) : 1984, 1998.
- Titres de division (4) : 1984, 1996, 1998, 2005.
- Meilleur deuxième : Aucun

## Histoire

### Les débuts

Logo de 1969 à 1984.

En 1969, San Diego a joint les rangs de la Ligue majeure de baseball, avec trois autres franchises d'expansion (Les Royals de Kansas City, les Pilots de Seattle et les Expos de Montréal). Le nom Padres est une référence à l'équipe du même nom évoluant en Pacific Coast League, qui s'est établie à San Diego en 1936 : les San Diego Padres. Guidée par Ted Williams, alors âgé de dix-huit ans seulement, cette franchise a d'ailleurs gagné le titre de la ligue en 1937. C. Arnholt Smith, premier propriétaire de la franchise MLB des Padres était également propriétaire des Padres en PCL.
Les débuts des Padres sont difficiles : lors des six premières saisons, ils terminent au dernier rang de la division Ouest, concédant quatre fois plus de 100 défaites. Le joueur de premier but Nate Colbert se signale toutefois durant cette période délicate en connaissant notamment trois sélections au match des étoiles (1971, 1972 et 1973).

### L'ère Kroc (1974-1983)
En 1974, alors que la franchise est sur le point d'être déménagée à Washington, DC, Ray Kroc, le fondateur de la chaîne de restauration McDonald's, achète le club et décide de le maintenir à San Diego. À sa mort, le 14 janvier 1984, sa femme Joan assure le contrôle financier de l'équipe jusqu'en 1990.
Durant le mandat de Kroc, les Padres poursuivent leur difficile apprentissage signant de 1975 à 1983 une seule saison positive, 84-78 en 1978.

### Le premier titre de la Ligue nationale (1984)
Décédé en début d'année, Kroc n'assiste pas au triomphe des Padres en 1984. En hommage à Kroc, les joueurs arborent un insigne sur la manche de leur maillot indiquant « RAK » pour Ray A. Kroc. San Diego termine la saison avec 92 victoires pour 70 défaites et la première place de la division ouest de la Ligue Nationale. En séries, ils s'imposent 3-2 en finale de la Ligue nationale face aux Cubs de Chicago. Premier titre de la Ligue nationale en poche, les Padres s'inclinent en Série mondiale face aux  Tigers de Detroit (3-2). À l'occasion de cette saison, le champ extérieur Tony Gwynn enlève le premier de ses huit titres de meilleur frappeur de la ligue.

### Déceptions (1985-1997)

Logo de 1985 à 1988

Après le gain du titre de la Ligue Nationale en 1984, les Padres peinent à se confirmer malgré la présence de nombreux joueurs de talent dans leur effectif. Pas moins de sept joueurs des Padres sont ainsi sélectionnés pour le match des étoiles 1985 tandis que Tony Gwynn poursuit sa collection de titres de meilleur frappeur de la ligue, égalant même le record absolu dans ce domaine. Les « Four Tops » Gary Sheffield, Fred McGriff, Tony Fernandez et Tony Gwynn sont alignés en 1992 pour un décevant 82-80 en fin de saison.
En 1990, Joan Kroc vend la franchise à Tom Werner à la condition que l'équipe reste basée à San Diego. Werner cède les Padres en 1994 à John Moores.
En 1996, les Padres dominent la division ouest de la Ligue nationale (91-71) mais s'inclinent au premier tour des séries contre les Cardinals de Saint-Louis. Ken Caminiti, Rickey Henderson, Fernando Valenzuela, Wally Joyner et Steve Finley sont au cœur de cette performance.

### Le deuxième titre de la Ligue Nationale (1998)

Logo de 1992 à 2003

Sans Henderson et Valenzuela partis sous d'autres cieux, mais avec le lanceur Kevin Brown, San Diego remporte un deuxième titre de la Ligue Nationale en terminant premier de la division Ouest (98-64) puis en écartant en séries éliminatoires les Astros de Houston (3-1) puis les Braves d'Atlanta (4-2). En Série mondiale 1998, les Padres sont balayés par les Yankees de New York, 4-0.

### Les Padres aujourd'hui (depuis 1999)
Les Padres inaugurent leur nouveau stade, le PETCO Park, en 2004. Avant cette date, ils évoluaient depuis leur création au Qualcomm Stadium. Le Qualcomm était une enceinte accueillant également des rencontres de football américain tandis que le PETCO Park est entièrement destiné au baseball.
San Diego remporte sa division en 2005 et 2006 mais ne parvient par à franchir le cap du premier tour des séries. Les Cardinals de Saint-Louis éliminent les Padres les deux fois.
Le premier no-hitter de l'histoire de la franchise est lancé par Joe Musgrove le 9 avril 2021 face aux Rangers du Texas.

## Galerie

Logo de 1969 à 1984
Logo de 1985 à 1988
Logo de 1992 à 2003
Logo de 2004 à 2011
Logo de 2012 à 2019
Logo depuis 2020

## Trophées et honneurs individuels

### Padres au Temple de la Renommée

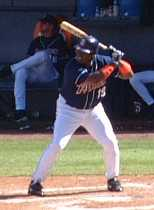
Tony Gwynn

Joueurs élus principalement pour leurs performances sous les couleurs des Padres:
- Tony Gwynn, champ droit (1982-2001)
- Trevor Hoffman, lanceur de relève (1993-2008)
- Dave Winfield, champ extérieur (1973-80)

Autres joueurs du Temple de la Renommée qui évoluèrent parfois brièvement chez les Padres:
- Rollie Fingers, lanceur de relève (1977-80)
- Rich Gossage, lanceur de relève (1984-87)
- Willie McCovey, 1re premier but (1974-76)
- Gaylord Perry, lanceur partant (1978-79)
- Ozzie Smith, arrêt-court (1978-81)
- Dick Williams, manager (1982-85)

### Numéros retirés
- 6 Steve Garvey, 1re premier but (1983-87)
- 19 Tony Gwynn, champ extérieur (1982-2001)
- 31 Dave Winfield, champ extérieur (1973-80)
- 35 Randy Jones, lanceur partant (1973-80)
- 42 Jackie Robinson, retriré par le MLB
- 51 Trevor Hoffman, lanceur de relève (1993-2008)

### Autres trophées et honneurs
| - MVP de la saison (depuis 1911) : - Ken Caminiti (1996) - Trophée Cy Young (depuis 1956) : - Randy Jones (1976) - Gaylord Perry (1978) - Mark Davis (1989) - Jake Peavy (2007) |  | - Manager de l'année (depuis 1983) : - Bruce Bochy (1996) - Prix Roberto Clemente (depuis 1971) : - Tony Gwynn (1999) - Recrue de l'année (depuis 1947) : - Butch Metzger (1976) - Benito Santiago (1987) |

## Affiliations en ligues mineures
| Niveau | Franchise               | Ligue                         | Ville         | État                   | Affilié depuis |
| ------ | ----------------------- | ----------------------------- | ------------- | ---------------------- | -------------- |
| AAA    | Chihuahuas d'El Paso    | Ligue de la côte du Pacifique | El Paso       | Texas                  | 2014           |
| AA     | Missions de San Antonio | Texas League                  | San Antonio   | Texas                  | 2021           |
| A+     | TinCaps de Fort Wayne   | Midwest League                | Fort Wayne    | Indiana                | 1999           |
| A-     | Storm de Lake Elsinore  | Ligue de l'État de Floride    | Lake Elsinore | Californie             | 2001           |
| Rookie | ACL Padres              | Arizona Complex League        | Peoria        | Arizona                | 1988           |
| Rookie | DSL Padres              | Dominican Summer League       | Boca Chica    | République dominicaine | 1997           |